# Elephantulus fuscus
Elephantulus fuscus е вид слонска земеровка.

## Разпространение и местообитания
Видът е разпространен в ограничен ареал в южната част на Малави, ъгъл от източна Замбия и централната част на Мозамбик до крайбрежието на Индийски океан. Представителите обитават открити савани с единични дървета и храсти.